# رومن رینود
رومن رینود (انگلیسی: Romain Reynaud؛ زادهٔ ۲ مارس ۱۹۸۳) بازیکن فوتبال اهل فرانسه است.
از باشگاه‌هایی که در آن بازی کرده‌است می‌توان به باشگاه فوتبال سن-اتین، باشگاه فوتبال اود-هورلی لوون، و باشگاه فوتبال کورتریک اشاره کرد.